# Мухаммед ибн Абд аль-Мумин
Мухаммед ибн Абд аль-Мумин (*д/р — 1163) — властитель Альмохадов в 1163 году. Не включен в официальный перечень халифов.

## Биография
Происходил из династии Альмохадов. Сын халифа Абд аль-Мумина. В молодости участвовал в боевых действиях против Альморавидов. В 1154 году он был объявлен наследником трона. Вслед за этим отличился в походах в Тунис и Триполитанию.
В дальнейшем вернулся в Марракеш. После смерти отца в мае 1163 года Мухаммед стал новым властителем государства Альмохадов под именем амир аль-Мумин. Впрочем через 2 месяца визирь Омар ибн Абд аль-мумин, брат Мухаммеда, устроил мятеж против последнего. Визирь объявил, что их отец перед смертью отменил право на наследование Мухаммедом трона.
В этот момент в Африку переправился другой брат Абу Якуб Юсуф, который занял Марракеш, повалив амира Мухаммеда. Вскоре тот погиб.